# پاین فارست (تگزاس)
پاین فارست، تگزاس(به انگلیسی: Pine Forest, Texas) شهری در ایالت تگزاس از ایالات جنوبی ایالات متحده آمریکا است. در سرشماری سال ۲۰۰۰، جمعیت این شهر ۶۳۲ نفر اعلام شد.